# 耶律阿撒
耶律阿撒（?—?），为辽朝宗室，耶律淳的儿子，母亲萧德妃。
天庆五年（1115年），天祚帝派耶律淳东征，都监章奴渡过鸭子河，和耶律阿撒等三百多人退回来，先派敌里等人以废立的计划报告耶律淳，耶律淳将敌里斩首以献，天祚帝进封耶律淳为秦晋国王，拜都元帅，赐金券。

## 資料
- 《辽史》第三十卷 本纪第三十 天祚皇帝四